# Паляничинці (зупинний пункт)
Паляничинці — пасажирський залізничний зупинний пункт Козятинської дирекції Південно-Західної залізниці розташований на двоколійній, електрифікованій змінним струмом лінії Фастів I — Миронівка.
Розташований біля с. Паляничинці Фастівського району між станціями Фастів II та Устинівка.
На зупинному пункті зупиняються приміські поїзди.

## Галерея

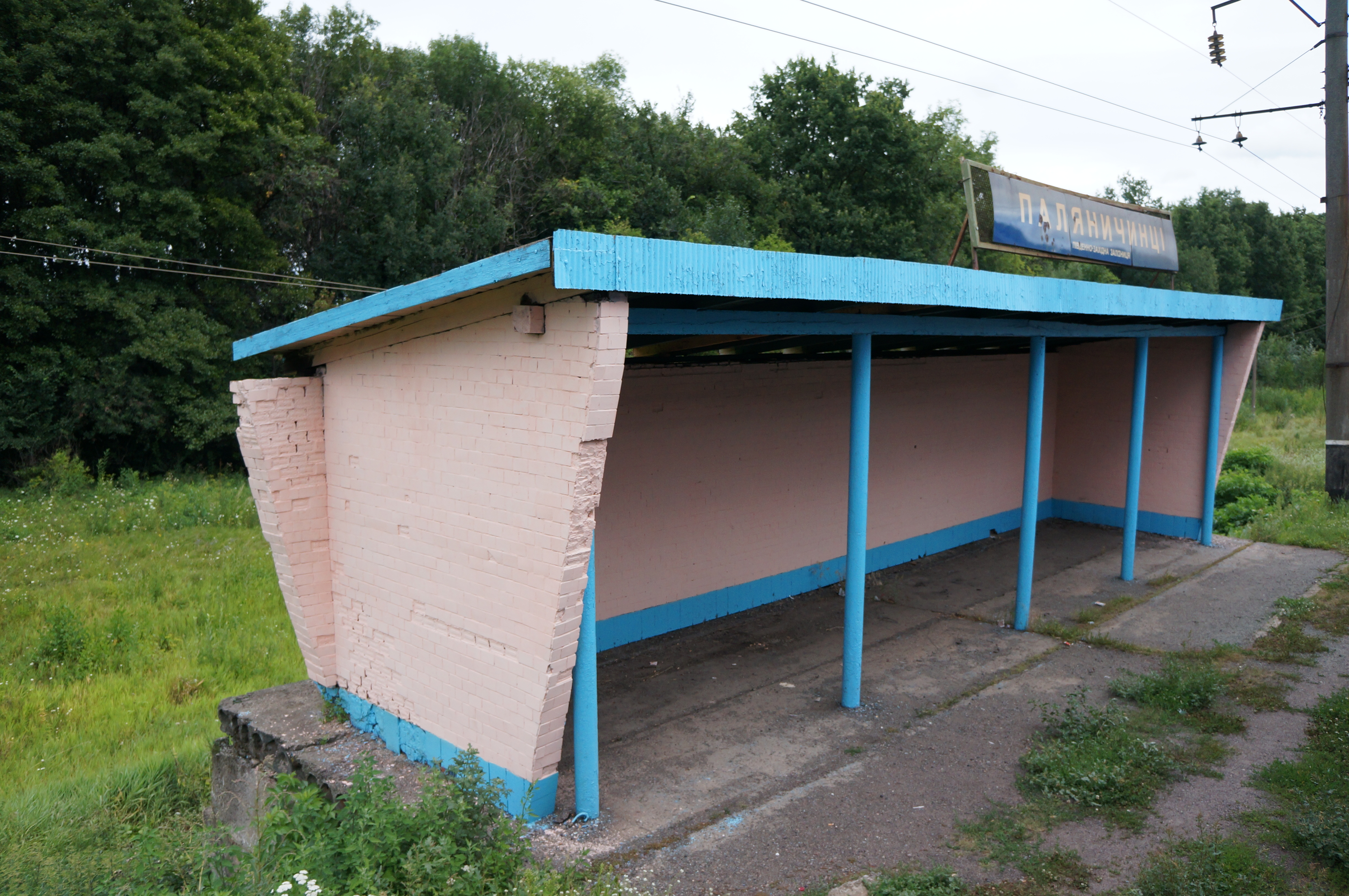
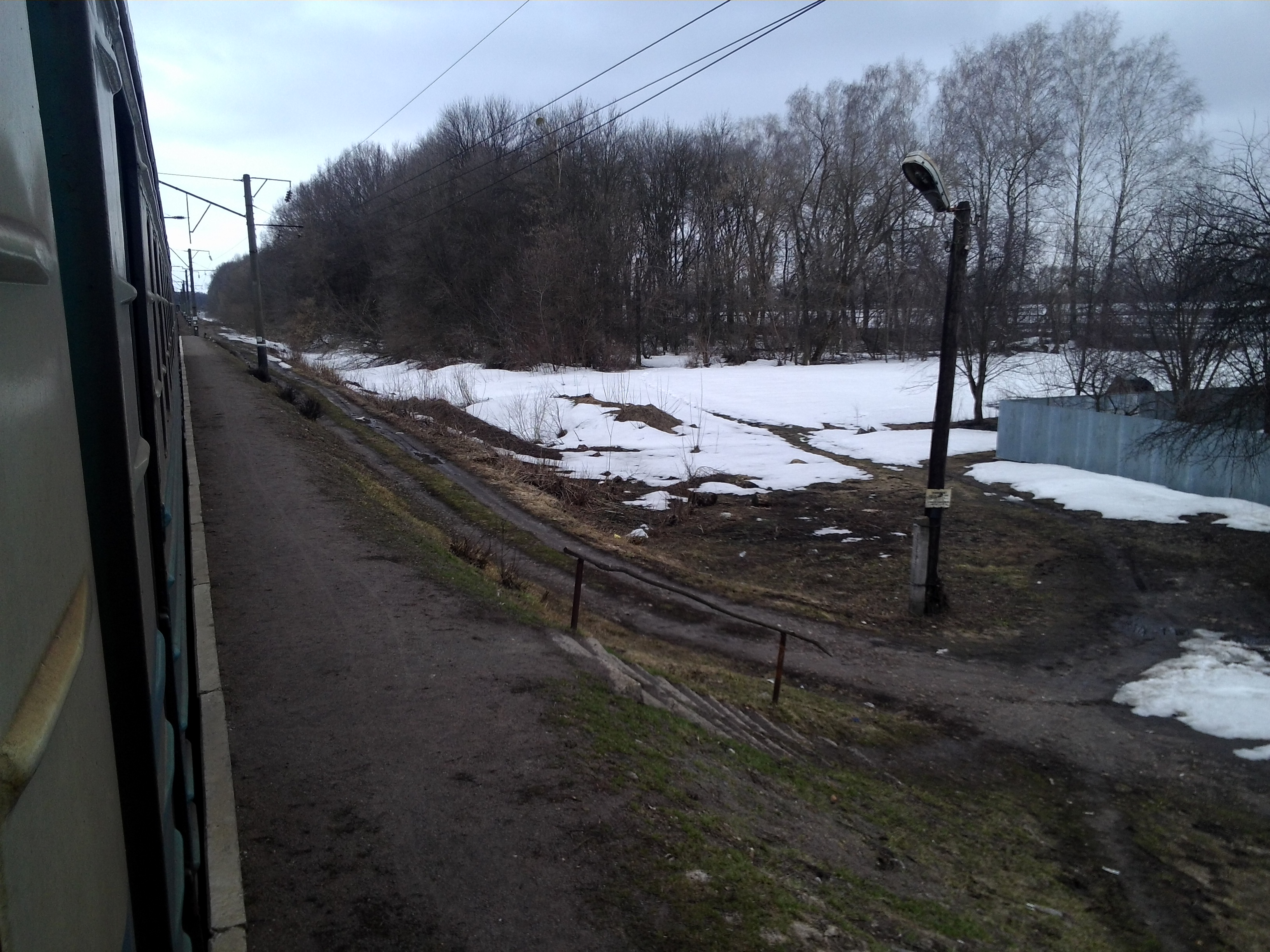
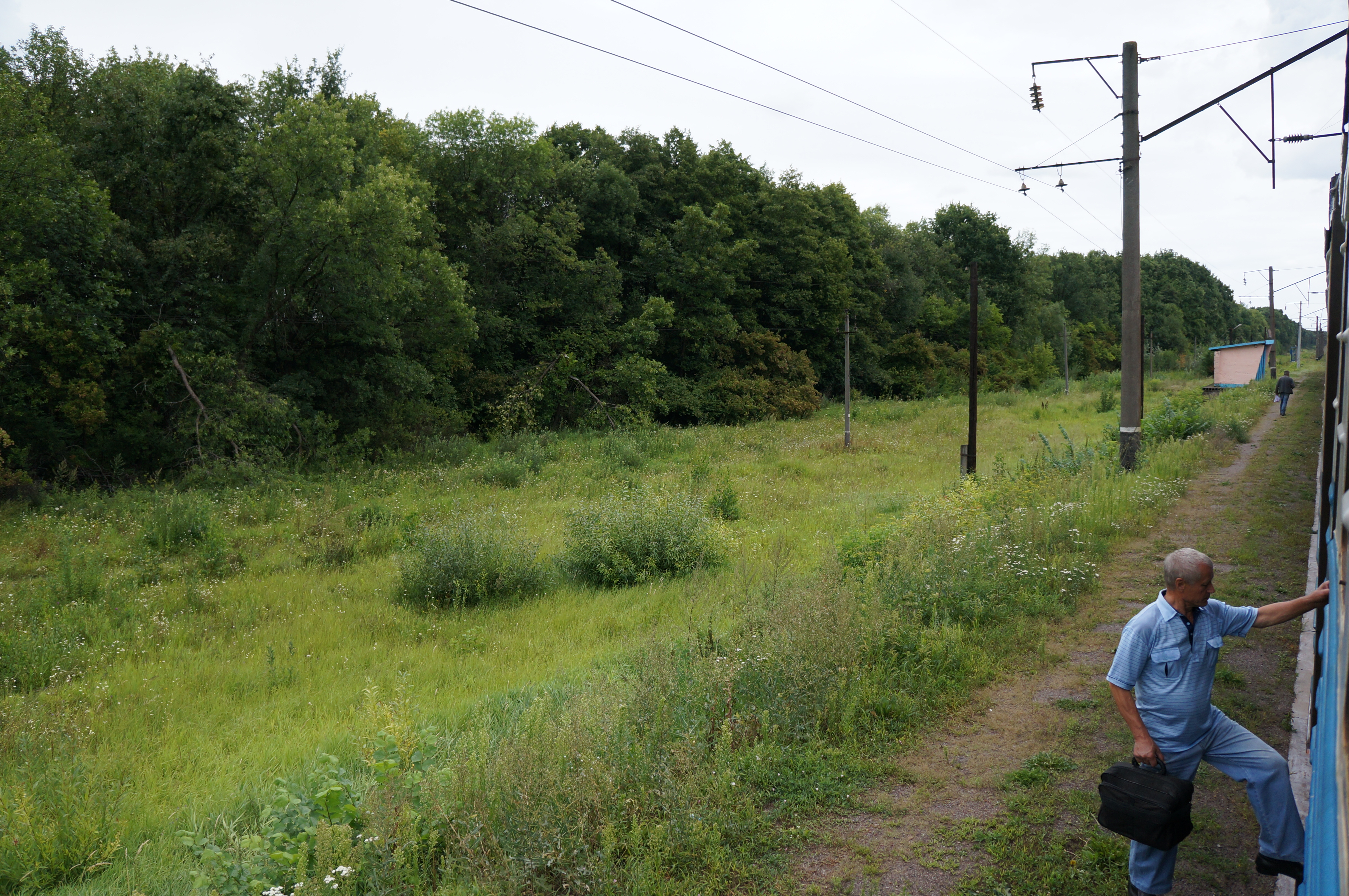